# Pierre Rode
Pour les articles homonymes, voir Rode.
Jacques-Pierre-Joseph Rode, connu sous le nom de Pierre Rode, compositeur et violoniste français est né à Bordeaux le 16 février 1774, et mort au Château de Bourbon, près de Damazan, le 25 novembre 1830.

## Biographie
Musicien précoce, Rode est déjà un violoniste remarqué alors qu'il n'a que 12 ans. En 1787, il gagne Paris, où il devient élève de Fauvel, puis de Viotti, qui le fait débuter en public au théâtre de Monsieur dès 1790. Il sillonne l'Europe pour dévoiler son art et ne revient à Paris qu'en 1799, où il devient soliste à l'Opéra et est nommé professeur au Conservatoire, récemment créé. En 1806, il est nommé violon-solo de la musique du Premier Consul. En 1803, il publie, en collaboration avec Baillot et Kreutzer, la Méthode de violon du Conservatoire et part avec Boïeldieu pour la Russie. Entre 1804 et 1809, il vit à Saint-Pétersbourg, où il est violoniste du tsar. En 1811, il quitte de nouveau Paris pour Vienne, où il crée la Sonate pour violon no 10 en sol majeur que Beethoven a expressément écrite pour lui. La  première exécution de la sonate a eu lieu en privé le 29 décembre 1812 au domicile du prince Joseph Franz von Lobkowitz avec comme interprètes Pierre Rode au violon et au piano l'Archiduc Rodolphe. La création officielle a eu lieu le 7 janvier 1813 avec les mêmes interprètes. En 1813, Pierre Rode se fixe à Berlin, et y publie ses 24 caprices, études pour le violon. Il quitte Berlin en 1819. En 1829, sa santé décline rapidement après un dernier concert gâché par une paralysie naissante, faisant oublier l'élégance, l'expressivité et la vivacité qui avaient caractérisé son jeu.
Bien qu'il ait écrit de nombreuses pièces pour violon, ainsi que 13 concertissimo, ses œuvres ne sont pratiquement jamais jouées, contrairement à celles de Niccolò Paganini. Ses Caprices d'Amour ne constituent plus que des exercices d'apprentissage ou des morceaux de concours. Toutefois, sa contribution à l'art du violon romantique demeure importante, notamment pour avoir formé Joseph Böhm (1795-1876), qui fut lui-même professeur du violoniste Joseph Joachim (1831-1909).